# 范布倫鎮區 (愛荷華州范布倫縣)
范布倫鎮區（英語：Van Buren Township）是位於美國愛荷華州范布倫縣的一個行政鎮區。

## 地方資料
根據2010年美國人口普查的數據，范布倫鎮區的面積為121.16平方千米，當中陸地面積為116.99平方千米，而水域面積為4.17平方千米。當地共有人口1455人，而人口密度為每平方千米12.01人。